# Wivenhoe Park, Essex
Wivenhoe Park, Essex är en oljemålning av den engelske romantiske landskapsmålaren John Constable. Den målades 1816 och ingår sedan 1942 i National Gallery of Arts samlingar i Washington D.C.
Den här verket målade Constable på beställning av generalmajor Francis Slater Rebow som ägde godset Wivenhoe House i grevskapet Essex. Generalmajoren var nära vän till Constables far och konstnärens första mecenat. Constable var uppvuxen i det närliggande East Bergholt i det angränsande grevskapet Suffolk. Constable hade 1812 gjort ett helfigursporträtt av Rebow dotter; i Wivenhoe Park, Essex syns hon till vänster där hon åker en vagn som dras av en åsna. Generalmajoren ville att målningen skulle skildra varenda aspekt av egendomen, simmande och flygande fåglar, arrendatorer som fiskar i sjön, mjölkkor som betar på ängen och herrgården som framskymtar i bakgrunden. Allting badar i ett silverskimrande solljus. Den fridfulla bilden av Wivenhoe Park ger ett både verkligt och idealiserat intryck.